# Forklarbar kunstig intelligens
Inden for kunstig intelligens (AI,KI) er forklarbar kunstig intelligens eller forklarbar AI (XAI), ofte overlappende med fortolkbar AI eller forklarbar maskinlæring (XML), et forskningsfelt, der udforsker metoder, der giver mennesker mulighed for intellektuelt overblik over AI-algoritmer. Hovedfokus er på ræsonnementet bag de beslutninger eller forudsigelser, der træffes af AI-algoritmerne, for at gøre dem mere forståelige og gennemsigtige. Dette imødekommer brugernes behov for at vurdere sikkerhed og granske den automatiserede beslutningstagning i applikationer. XAI modvirker "black box"-tendensen ved maskinlæring, hvor selv AI'ens designere ikke kan forklare, hvorfor AI er nået frem til en bestemt beslutning.
XAI håber at hjælpe brugere af AI-drevne systemer med at præstere mere effektivt ved at forbedre deres forståelse af, hvordan disse systemer ræsonnerer. XAI kan være en implementering af den sociale ret til forklaring. Selv hvis der ikke er en sådan juridisk ret eller et sådant lovgivningsmæssigt krav, kan XAI forbedre brugeroplevelsen af et produkt eller en tjeneste ved at hjælpe slutbrugerne med at stole på, at AI'en træffer gode beslutninger. EU-borgere har en juridisk ret til forklarbar AI, hvis det fx anvendes til sagsbehandling. XAI har til formål at forklare, hvad der er blevet gjort, hvad der bliver gjort, og hvad der vil blive gjort herefter, og at afdække, hvilke oplysninger disse handlinger er baseret på. Dette gør det muligt at bekræfte eksisterende viden, udfordre eksisterende viden og generere nye antagelser.